# Associazione Calcio Ozo Mantova 1956-1957
Questa pagina raccoglie le informazioni riguardanti l'Associazione Calcio Ozo Mantova nelle competizioni ufficiali della stagione 1956-1957.

## Stagione
In questa stagione il Mantova si è piazzato al secondo posto.
Il Mantova inizia questa stagione sotto una buona stella. Alla vigilia del campionato viene annunciato dal presidente Arnaldo Bellini l'abbinamento con il marchio petrolifero OZO del cav. Bazzini, a capo dell'industria petrolifera ed ex presidente della Roma, sulla base di otto milioni per questa stagione, e dodici milioni la successiva.
Si riparte dall'allenatore Edmondo Fabbri con il suo vice "Scafa" Micheli, il papà di Dante e con la politica dei giovani che tante soddisfazioni ha dato nelle ultime stagioni. Unica eccezione l'arrivo a gennaio dal Parma dello slovacco Julius Korostelev classe 1923, infortunatosi giocherà una sola partita con la Casalese. Manuel Russo con Edmondo Fabbri ha le sue gatte da pelare, in questa stagione gioca poco e realizza solo 6 reti, il miglior marcatore sarà il diciottenne Dante Micheli autore di 16 reti in 26 partite, che aveva disputato le prime sette partite in prestito al Verona.
Il torneo è stato vinto dalla SAROM di Ravenna che è stata promossa in Serie C, il Mantova con 46 arriva secondo e ottiene l'ammissione alla IV Serie di eccellenza.
L'attuale è l'ultima stagione del Mantova con la maglia biancoceleste che indossa da 55 anni, dalla sua fondazione avvenuta nel 1911. Il nuovo sponsor suggerisce di indossare i colori biancorossi, ma per questa stagione la dirigenza mantovana resta legata al passato. Se ne riparlerà nel prossimo campionato, quando il supporto economico dell'OZO sarà più sostanzioso.

## Rosa
| N. |                           | Ruolo | Calciatore        |
| -- | ------------------------- | ----- | ----------------- |
|    | Italia (bandiera)         | D     | Ettore Arlotti    |
|    | Italia (bandiera)         | D     | Giorgio Bazziga   |
|    | Italia (bandiera)         | A     | Mario Beduschi    |
|    | Italia (bandiera)         | D     | Giorgio Bolinelli |
|    | Italia (bandiera)         | C     | Valentino Bressan |
|    | Italia (bandiera)         | C     | Pilade Canuti     |
|    | Italia (bandiera)         | C     | Gino Craici       |
|    | Italia (bandiera)         | A     | Edmondo Fabbri    |
|    | Italia (bandiera)         | C     | Guido Furini      |
|    | Italia (bandiera)         | A     | Lino Gavioli      |
|    | Cecoslovacchia (bandiera) | A     | Július Korostelev |

| N. |                   | Ruolo | Calciatore       |
| -- | ----------------- | ----- | ---------------- |
|    | Italia (bandiera) | C     | Renzo Longhi     |
|    | Italia (bandiera) | A     | Dante Micheli    |
|    | Italia (bandiera) | P     | William Negri    |
|    | Italia (bandiera) | D     | Massimo Paccini  |
|    | Italia (bandiera) | C     | Angelo Passerini |
|    | Italia (bandiera) | A     | Emanuele Russo   |
|    | Italia (bandiera) | C     | Paolo Salardi    |
|    | Italia (bandiera) | P     | Giancarlo Tonoli |
|    | Italia (bandiera) | D     | Mario Veneri     |
|    | Italia (bandiera) | D     | Giovanni Villa   |
|    | Italia (bandiera) | C     | Giuseppe Zuccaro |

## Risultati

### Girone di andata
| Arbitro: | Baroni (Viareggio) |

|  |           |              |
|  | Marcatori | 51’ G. Rossi |

| Arbitro: | Luparia (Vercelli) |

|                        |           |  |
| Furini 77’ Paccini 88’ | Marcatori |  |

| Arbitro: | Buiat (Monfalcone) |

|  |           |                                         |
|  | Marcatori | 2’ Beduschi 15’ (rig.) Longhi 17’ Russo |

| Arbitro: | Di Tolla (Bolzano) |

|                         |           |            |
| Passerini 63’ Russo 67’ | Marcatori | 85’ Marani |

| Arbitro: | Bellotto (Pordenone) |

|           |           |                              |
| Busti 70’ | Marcatori | 30’ Furini 44’, 76’ Beduschi |

| Mantova 28 ottobre 1956 6ª giornata | Ozo Mantova   | 0 – 0 | Hellas Verona | Stadio Danilo Martelli\| Arbitro: \| Leita (Udine) \| |
| Arbitro:                            | Leita (Udine) |       |               |                                                       |

| Forlì 4 novembre 1956 7ª giornata | Forlì             | 0 – 0 | Ozo Mantova | Stadio Tullo Morgagni\| Arbitro: \| Torcini (Firenze) \| |
| Arbitro:                          | Torcini (Firenze) |       |             |                                                          |

| Mantova 25 novembre 1956 8ª giornata | Ozo Mantova        | 0 – 0 | Falck Vobarno | Stadio Danilo Martelli\| Arbitro: \| Donantoni (Padova) \| |
| Arbitro:                             | Donantoni (Padova) |       |               |                                                            |

| Arbitro: | Luparia (Vercelli) |

|  |           |                          |
|  | Marcatori | 57’ Micheli 70’ Beduschi |

| Arbitro: | Lombardini (Firenze) |

|                  |           |               |
| Micheli 41’, 53’ | Marcatori | 72’ Quaresima |

| Arbitro: | Gardelli (Forlì) |

|                                   |           |                |
| Bazziga 56’ (aut.) Kirchmayer 60’ | Marcatori | 50’, 69’ Russo |

| Arbitro: | Ambrosini (La Spezia) |

|                                      |           |  |
| Micheli 18’ Passerini 54’ Craici 74’ | Marcatori |  |

| Arbitro: | Pecora (Lecco) |

|                                 |           |                            |
| Guidetti 34’, 36’ Massaia 45+1’ | Marcatori | 24’ Beduschi 35’ Passerini |

| Arbitro: | Montesi (Falconara Marittima) |

|                                         |           |  |
| Beduschi 15’ Furini 29’, 36’ Craici 58’ | Marcatori |  |

| Arbitro: | Righetti (Torino) |

|           |           |  |
| Rizzo 13’ | Marcatori |  |

| Mantova 27 gennaio 1957 16ª giornata | Ozo Mantova       | 0 – 0 | Casalese | Stadio Danilo Martelli\| Arbitro: \| Grondona (Genova) \| |
| Arbitro:                             | Grondona (Genova) |       |          |                                                           |

| Carpi 3 febbraio 1957 17ª giornata | Carpi           | 0 – 0 | Ozo Mantova | Stadio Sandro Cabassi\| Arbitro: \| Carpani (Pavia) \| |
| Arbitro:                           | Carpani (Pavia) |       |             |                                                        |

### Girone di ritorno
| Arbitro: | Orlandi (Torino) |

|                                     |           |  |
| Craici 27’ Micheli 46’ Beduschi 66’ | Marcatori |  |

| Arbitro: | Molinari (Genova) |

|            |           |                                             |
| Onesti 57’ | Marcatori | 49’ (aut.) Corradini 73’ Micheli 82’ Craici |

| Arbitro: | Condini (Parma) |

|                                     |           |             |
| Canuti 13’ Beduschi 54’ Micheli 65’ | Marcatori | 68’ Rigalio |

| Arbitro: | Luparia (Vercelli) |

|             |           |  |
| Incerpi 88’ | Marcatori |  |

| Arbitro: | Toti (La Spezia) |

|                  |           |                   |
| Micheli 67’, 89’ | Marcatori | 6’ Bee 28’ Ongaro |

| Arbitro: | Biorci (Genova) |

|                                              |           |            |
| Galvani 21’ Roverato 46’, 66’ Meggiorini 49’ | Marcatori | 88’ Fabbri |

| Mantova 24 marzo 1957 24ª giornata | Ozo Mantova      | 0 – 0 | Forlì | Stadio Danilo Martelli\| Arbitro: \| Andujar (Novara) \| |
| Arbitro:                           | Andujar (Novara) |       |       |                                                          |

| Arbitro: | Gatti (Voghera) |

|  |           |                      |
|  | Marcatori | 41’ Russo 84’ Craici |

| Arbitro: | Beccai (Pontedera) |

|             |           |  |
| Micheli 39’ | Marcatori |  |

| Arbitro: | Politano (Cuneo) |

|  |           |             |
|  | Marcatori | 80’ Micheli |

| Arbitro: | Pignatta (Torino) |

|                              |           |           |
| Russo 20’ Micheli 80’ (rig.) | Marcatori | 21’ Galli |

| Arbitro: | Ferrari (Milano) |

|                |           |                        |
| Campagnoli 88’ | Marcatori | 65’ Furini 75’ Micheli |

| Arbitro: | Attili (Terni) |

|            |           |  |
| Craici 51’ | Marcatori |  |

| Arbitro: | Carpani (Pavia) |

|                       |           |             |
| Marchi 17’ Boschi 61’ | Marcatori | 73’ Micheli |

| Arbitro: | Gazzano (Genova) |

|  |           |                       |
|  | Marcatori | 25’ Biagi 76’ Magheri |

| Arbitro: | Salvagno (Trieste) |

|  |           |                        |
|  | Marcatori | 23’ Craici 46’ Micheli |

| Arbitro: | De Angelis (Roma) |

|             |           |                         |
| Micheli 78’ | Marcatori | 12’ Manzini 30’ Fantini |